# The Legend of Butch & Sundance

## Uscite internazionali
- Uscita negli  USA: aprile 2004
- Uscita in  Germania: 5 aprile 2007